# Franc Pogačnik - Naval
Franc Pogačnik-Naval, slovenski tenorist, * 20. oktober 1865, Ljubljana, Kranjska, † 9. avgust 1939, Dunaj, Tretji rajh.

## Življenje
V svojem času je bil eden najznamenitejših svetovnih opernih tenorjev. Za petje ga je pridobil Anton Nedvěd, še posebej pa se je zanj zavzel dunajski profesor Joseph Gänsbacher. Že kot študent je Naval sodeloval pri filharmoničnih koncertih in mašah v dunajski dvorni kapeli, pa tudi pri prireditvah slovenskih društev na Dunaju. Leta 1888 je dobil angažma v Frankfurtu na Majni, kjer je ostal sedem let. Debitiral je kot Lyonel v Marthi ter nastopal kot lirični tenor.
Leta 1895 je sprejel stalni angažma v berlinski Dvorni operi, kjer je ostal tri leta. V tem času je zelo kvalitetno izvajal vloge, kot so Werter, des Grieux, Tamino, Ottavio, Rudolf in podobne.

Vojvoda Kuberg-Gotha mu je podelil naslov saškega komornega pevca, isti naslov je leta 1901 dobil tudi na Dunaju. Leta 1902 se je sprl z Gustavom Mahlerjem, ker je dobil zgolj manjšo vlogo, in zahteval prekinitev pogodbe. Od občinstva se je poslovil z lastnim koncertom, ki je zanj pomenil pravo zmagoslavje. Zatem je spet veliko gostoval po Evropi. Tako je bilo v kratki novici v Cerkvenem glasbeniku moč prebrati: 
Komorni pevec, gospod Naval – Pogačnik, naš rojak, prej član dvorne opere na Dunaju, nastopi prihodnje leto engagement na veliki operi v Parizu z letno plačo 90.000 frankov. Pred kratkem je pel na povabilo romunske kraljice Elizabete v Bukarešti. Kralj mu je podelil častniški križec romunske krone, kraljica pa mu je podarila svojo sliko, na katero je napisala nekoliko vrstic.

Leta 1904 je odšel v Ameriko in v Bostonu, Chicagu, Filadelfiji, Pittsburghu, Washingtonu ter drugje pel vloge francoskega repertoarja. Po vrnitvi v Evropo ga je nemški cesar Viljem II. spet pridobil za berlinsko Dvorno opero. Po poročilu Slovenskega naroda je imela 
tak uspeh, da ga je težko opisati, Občinstvo se ni moglo ločiti iz dvorane. Dame so hitele k njemu in ga objemale. Nič ni pomagalo, da je dodal štiri pesmi in se oproščeval z 'Auf Wiedersehen'; šele ko so začele luči ugašati po dvorani, je občinstvo jelo odhajati.
Leta 1913 je prenehal nastopati. Živel je na Dunaju in kasneje v Nici. Prvo svetovno vojno je preživel v Švici in po njenem koncu postal profesor na konservatoriju. 
Pel je prek 80 vlog v italijanščini, nemščini in francoščini, prve plošče je posnel leta 1901, pozneje pa še célo Cavallerio rusticano in Schubertov ciklus Lepa mlinarica.